# تريفور رودس
تريفور رودس (بالإنجليزية: Trevor Rhodes)‏ (10 نوفمبر 1909 في المملكة المتحدة - 23 مايو 1993 في المملكة المتحدة) هو لاعب كرة قدم بريطاني (وحمل سابقاً جنسية المملكة المتحدة لبريطانيا العظمى وأيرلندا) في مركز الوسط. لعب مع بورت فايل ونادي برادفورد بارك أفنيو.